# Perizoma spilophylla
Perizoma spilophylla là một loài bướm đêm trong họ Geometridae.